# Luwsannamsrain Ojuun-Erdene

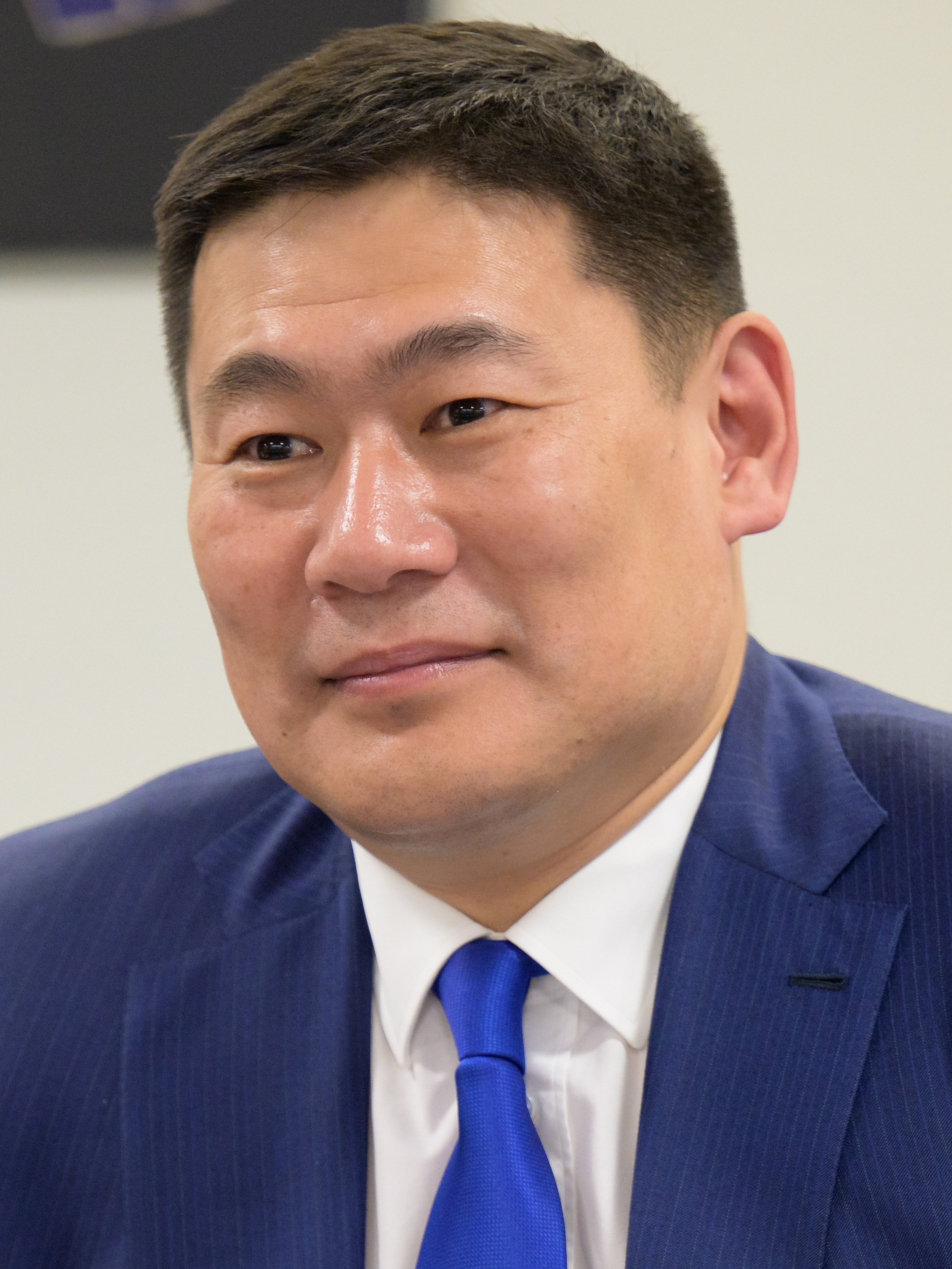
Luwsannamsrain Ojuun-Erdene, 2023

Luwsannamsrain Ojuun-Erdene (mongolisch Лувсаннамсрайн Оюун-Эрдэнэ, ᠯᠤᠪᠰᠠᠩᠨᠠᠮᠰᠠᠷᠠᠢ ᠶᠢᠨ ᠣᠶᠤᠨ-ᠡᠷᠳᠡᠨᠢ; geb. 29. Juni 1980 in Ulaanbaatar, Mongolische Volksrepublik) ist ein mongolischer Politiker. Vom 27. Januar 2021 bis zum 3. Juni 2025 war er Premierminister der Mongolei. Er führte das Kabinett Ojuun-Erdene II an.
Er begann seine Karriere als Leiter des Sekretariats des Gouverneurs von Berch (mongolisch Бэрх), seiner Heimatstadt im Sum Batnorow im Chentii-Aimag, als er erst 21 Jahre alt war. Dann wurde er von dem mongolischen Büro von World Vision International als Teamleiter des „Area Development Program (ADP)“ im Chentii-Aimag angeworben und bald darauf zum Zonendirektor der Organisation befördert. Seit 2009 füllte er leitende Funktionen wie die des Sekretärs und stellvertretenden Generalsekretärs der Mongolischen Volkspartei (MAN). Zwischen 2010 und 2014 diente er als Präsident der Mongolischen Demokratischen Sozialistischen Jugendunion, der größten politischen Jugendorganisation der Mongolei. Er gilt als einer der wichtigsten Führungsfiguren der Partei, da er bestimmend an der Reform der Mongolischen Volkspartei mitgewirkt hat und sie mit zu einer modernen Partei umgestaltet hat. Er setzte 2009 die Plattform Entwicklungs-Agenda-6 der Partei in Bewegung und stand zu seiner Position, das Wort „revolutionär“ aus dem Namen der Mongolischen Volkspartei zu streichen.
Er hat bereits zwei Bücher veröffentlicht. Er vertritt den Standpunkt, dass eine Stärkung der Mittelklasse einer der wichtigsten Schritte in der Entwicklung eines Landes ist. 2016 wurde er als Mitglied des Großen Staats-Churals gewählt. Seit 2016 leitete er den Parlamentsausschuss gegen Korruption.

## Leben

### Jugend
Ojuun-Erdene wurde in Ulaanbaatar geboren, aber im Aimag Chentii aufgezogen. Seine Kindheit verbrachte er zum größten Teil bei seinem Großvater. Bis zu seinem fünften Lebensjahr konnte er nicht sprechen. Sein Großvater verteidigte ihn erfolgreich gegen eine Einweisung in eine Spezialschule und brachte ihn häufig in ein Mineralbad in Delgerchaan und letztendlich erlangte Ojuun-Erdene seine Sprache. Auf der weiterführenden Schule erwies er sich als sozial sehr aktives Kind. Dort wirkte er als Fernseh-Ansager, Dichter und Flötist und war einer der Leiter des Pfadfinderklubs. An der Bers-Universität studierte er Journalismus. Nach dem Abschluss kehrte er in seine Heimatstadt zurück.

### Frühe Karriere in Berch
Ein Personalbeauftragter bot Ojuun-Erdene zunächst einen Job als Wachmann, den er annahm. Bereits nach zehn Tagen erhielt er dann die Stelle als Leiter des Sekretariats des Gouverneurs von Berch, nur weil er die Anforderung erfüllt hatte, die Arbeit abzulehnen. Bereits in dieser Zeit als junger Führer war er konfrontiert mit Problemen wie der Organisation von Armeeanwerbungen, Kampf gegen Alkoholismus und Hilfsleistungen für Tierhalter, die von Schneekatastrophen betroffen waren. Dabei erkannte er auch die immense Entwicklungskluft zwischen den städtischen und den ländlichen Gebieten, was bis heute seinen politischen Standpunkt beeinflusst und auch Thema ist in seinem Buch Asian Khuleg Mongolia (2016).

### Teamleader bei World Vision
In seiner Arbeit entwickelte er Vorschläge um Stadt und Land in Verbindung zu bringen und trat dabei an mehrere internationale Organisationen heran und kam dabei in Bekanntschaft mit dem Resident Representative von World Vision International. Mr. Warren bot ihm eine Anstellung als Teamleader im „Khan Khentii Area Development Program“ (ADP) an, einem Arbeitszweig von World Vision vor Ort. Unter seiner Führung brachte das Team erfolgreich Entwicklungsprojekte auf Basis von Hilfen für Gemeinschaften (community based development projects) und Programme in Zusammenarbeit mit Kindern, Frauen und Jugendgruppen vor Ort auf den Weg.  Ojuun-Erdene verfasste auch den Text für eine eigene Hymne des ADP. Viele seiner Projekte erregten landesweit Aufsehen und er wurde zum Zonendirektor befördert. Während dieser Zeit nahm er am international project management program der Universität Melbourne teil.

### Karriere im Distrikt Bajandsürch
Später arbeitete er im Distrikt Bajandsürch von Ulaanbaatar, wo er das „Bayanzurkh (Rich heart)- One Heart“-Projekt ins Leben rief. Diese Initiative diente auch als Motto für die Wahlkampagne vor Ort für die Parlamentswahlen, was viele dazu bewegte, wählen zu gehen. Seine langjährige Erfahrung in der Zusammenarbeit mit internationalen Organisationen brachten ihn zu der Überzeugung, dass rationale Public Policy der Schlüssel für die Entwicklung eines Landes ist, weshalb er als Vorsitzender der örtlichen Abteilung Nr. 27 der Mongolischen Volkspartei antrat. 2009 veröffentlichte er sein erstes Buch „The Vision“ auf Basis seines Tagebuches, welches sofort zum Bestseller avancierte.

### Karriere bei der Mongolischen Volkspartei
Im Zusammenhang mit der Präsidentschaftswahl 2013 reformierte die Mongolische Volkspartei ihre Strukturen und OyunErdene Luvsannamsrai wurde zum Direktor der Organisationsabteilung der Partei ernannt. Er entwickelte die „Entwicklungs-Agenda-6“ und organisierte Kampagnen wie „Ruf nach Meinungen der Mitbürger“, sozialen demokratischen Kampagnen und die Rückkehr zum ursprünglichen Namen der Partei, was jedoch nach Meinung vieler einer der Hauptgründe für die Verluste der Partei bei der Parlamentswahl 2012 war, jedoch auch ein entscheidender Schritt zur Erneuerung der Partei.
2010 wurde er zum Präsidenten der Mongolischen Demokratischen Sozialistischen Jugendunion gewählt, der größten politischen Jugendorganisation der Mongolei. Dort organisierte er Programme und landesweite Diskussionen unter dem Titel „Meine Meinung“, „Herausforderungen von Anchaa und Chulan“ und „Junge Führerschaft“ und gründete ein Jugend-Entwicklungszentrum.  Als er aus seiner Stellung zurücktrat, bestätigte er damit seine Ansicht, dass Mitglieder und Führung der Jugendorganisation jünger als 35 Jahre sein sollten. 2011 diente er als Partei-Sekretär. 2012 war er stellvertretender Generalsekretär. 2016 wurde Ojuun-Erdene als Mitglied für das Großen Staats-Churals gewählt und übernahm dort den Vorsitz im Parlamentsausschuss gegen Korruption. 2019 erfolgte die Ernennung zum Minister und Chef des Kabinettssekretariats. Am 27. Januar 2021 wurde er Premierminister der Mongolei, im Juni des gleichen Jahres übernahm er zusätzlich den Vorsitz der Mongolischen Volkspartei. Am 5. Juli 2024 wurde er bei der Parlamentswahl erneut als Premierminister bestätigt und gilt damit als am längsten amtierender Premierminister in der Mongolei.

### Harvard-Abschluss
Nach dem Sieg der Demokratischen Partei bei den Parlamentswahlen 2012, ging Ojuun-Erdene in die Vereinigten Staaten und nahm ein Masterstudium in Public Administration an der John F. Kennedy School of Government auf und graduierte 2015. Dann kehrte er wieder in seine Heimat zurück und gründete den „Asian Khuleg Mongolia“-Politik-Think Tank. Er ist auch Mitglied von „Asia Leadership Trek“.

### Familie
Er ist verheiratet mit Tuul Bold, einer Klassenkameradin aus der Schulzeit, und hat zwei Söhne.